# Сельское поселение Аверкиевское
Се́льское поселе́ние Аве́ркиевское — упразднённое в 2017 году муниципальное образование (сельское поселение) упразднённого Павлово-Посадского муниципального района Московской области.
Административный центр — деревня Алфёрово. Площадь территории — 18 840 га.

## Население
| 2006  | 2007  | 2008  | 2009  | 2010  | 2011  |
| ----- | ----- | ----- | ----- | ----- | ----- |
| 3506  | ↘3190 | ↘3179 | ↘3170 | ↘3085 | ↗3100 |
| 2012  | 2013  | 2014  | 2015  | 2016  | 2017  |
| →3100 | ↗3146 | ↘3143 | ↘3139 | ↘3080 | ↘3044 |

## Состав поселения
В границе сельского поселения находятся 20 населённых пунктов:
| Вид     | Наименование              | Население, 2010 чел. |
| ------- | ------------------------- | -------------------- |
| деревня | Аверкиево                 | 41                   |
| посёлок | Аверкиевского лесничества | 35                   |
| деревня | Алфёрово                  | 916                  |
| деревня | Андреево                  | 232                  |
| деревня | Бразуново                 | 29                   |
| деревня | Власово                   | 28                   |
| деревня | Данилово                  | 202                  |
| деревня | Дергаево                  | 26                   |
| деревня | Крупино                   | 673                  |
| деревня | Левкино                   | 40                   |
| деревня | Малыгино                  | 8                    |
| деревня | Митино                    | 39                   |
| деревня | Новозагарье               | 251                  |
| деревня | Перхурово                 | 51                   |
| деревня | Пестово                   | 28                   |
| деревня | Семёново                  | 101                  |
| деревня | Сумино                    | 28                   |
| деревня | Часовня                   | 13                   |
| деревня | Чисто-Перхурово           | 204                  |
| деревня | Шебаново                  | 140                  |